# Armsjömordet
Armsjömordet var mordet på drängen Jon Andersson den 18 december 1849. Liket dumpades i Ljungan i förhoppning om att det skulle spolas ut till havs. Så skedde inte, och vid islossningen våren 1850 hittades kroppen, illa tilltygad av tiden i vattnet, men också av de fyra yxhugg i huvudet som dödat Jon Andersson.
Den sista offentliga avrättningen i Medelpad ägde rum den 16 juli 1851 i Årskogen då Johan Andersson och Johan Höglund miste sina huvuden för mordet. Skarprättare var Jacob Gyll.